# Lista över utmärkelser som mottagits av filmserien om Hobbiten
Trilogin om Hobbiten är en serie episka fantasy-dramafilmer regisserade av Peter Jackson. De tre filmerna, med titlarna En oväntad resa, Smaugs ödemark och Femhäraslaget, förväntas ha världspremiär år 2012, 2013 och 2014. De är baserade på J. R. R. Tolkiens fantasyroman, Bilbo – En hobbits äventyr, som nu har filmatiserats av Jackson, Fran Walsh, Philippa Boyens och Guillermo del Toro.
Filmserien följer upp på Jacksons filmtrilogi om Härskarringen, som inte bara betraktas som en av de största och mest ambitiösa filmprojekt som någonsin genomförts, men högt kritikerrosad, med totalt 249 mottagna utmärkelser genom serien.

## En oväntad resa
Hobbit: En oväntad resa hde premiär i Nya Zeeland den 12 december 2012. Filmen hade senare premiär i Storbritannien den 13 december, samt i Nordamerika och Europa den 14 december.
Hitintills har En oväntad resa vunnit priset "Technical Achievement" från Houston Film Critics Society, som även nominerade filmen i kategorin "Best Original Song". Den har även blivit nominerad till tre Oscars, en nominering från Washington D.C. Area Film Critics Association, fyra från Broadcast Film Critics Association, sju från Visual Effects Society, samt tre från Phoenix Film Critics Society.
| Organisation (Ceremoni)                              | Kategori                                                                        | Mottagare och nominerade | Resultat   | Ref.              |
| ---------------------------------------------------- | ------------------------------------------------------------------------------- | --- | ---------- | ----------------- |
| ASCAP Awards                                         | Top Box Office Films                                                            | Howard Shore | Vann       |                   |
| Art Directors Guild (2012)                           | Excellence in Production Design for a Feature Fantasy Film                      | Dan Hennah | Nominerad  | [ 1 ]             |
| Australia Box Office Awards                          | Real D Award for Highest Grossing 3D Film in Australia                          | | Vann       |                   |
| Australia Box Office Awards                          | Real D Award for Highest Grossing Film in New Zealand                           | | Vann       |                   |
| British Academy Children's Awards                    | Feature Film                                                                    | | Ej avgjort |                   |
| British Academy Film Awards (66:e)                   | Best Achievement in Special Visual Effects                                      | | Nominerad  | [ 2 ]             |
| British Academy Film Awards (66:e)                   | Best Make Up/Hair                                                               | | Nominerad  | [ 2 ]             |
| British Academy Film Awards (66:e)                   | Best Sound                                                                      | | Nominerad  | [ 2 ]             |
| British Fantasy Awards                               | Best Screenplay                                                                 | Peter Jackson, Philippa Boyens, Fran Walsh, Guillermo Del Toro                                                                                                  | Nominerad  |                   |
| Broadcast Film Critics Association (18:e)            | Art Direction                                                                   | Dan Hennah, Ra Vincent, Simon Bright | Nominerad  | [ 3 ]             |
| Broadcast Film Critics Association (18:e)            | Costume Design                                                                  | Bob Buck, Ann Maskrey, Richard Taylor | Nominerad  |                   |
| Broadcast Film Critics Association (18:e)            | Makeup                                                                          | | Nominerad  |                   |
| Broadcast Film Critics Association (18:e)            | Visual Effects                                                                  | | Nominerad  |                   |
| Central Ohio Film Critics Association                | Best Score                                                                      | Howard Shore | Nominerad  |                   |
| Cinema Audio Society (2012)                          | Outstanding Achievement in Sound Mixing                                         | Production Mixer – Tony Johnson, CAS Re-recording Mixer – Christopher Boyes Re-recording Mixer – Michael Hedges, CAS Re-recording Mixer – Michael Semanick, CAS | Nominerad  | [ 4 ]             |
| Colonne Sonore Awards                                | Best Music for a Foreign Language Film                                          | Howard Shore | Vann       |                   |
| Constellation Awards                                 | Best Science Fiction Film, TV Movie, Or Mini-Series Of 2012                     | | Nominerad  |                   |
| Constellation Awards                                 | Best Male Performance In A 2012 Science Fiction Film, TV Movie, Or Mini-Series  | Martin Freeman | Nominerad  |                   |
| Costume Designers Guild (2012)                       | Fantasy Film                                                                    | Richard Taylor, Bob Buck | Nominerad  | [ 5 ]             |
| Empire Awards                                        | Best Sci-Fi/Fantasy                                                             | | Vann       | [ 6 ] [ 7 ] [ 8 ] |
| Empire Awards                                        | Best Art of 3D                                                                  | | Nominerad  | [ 6 ] [ 7 ] [ 8 ] |
| Empire Awards                                        | Best Director                                                                   | Peter Jackson | Nominerad  | [ 6 ] [ 7 ] [ 8 ] |
| Empire Awards                                        | Best Actor                                                                      | Martin Freeman | Vann       | [ 6 ] [ 7 ] [ 8 ] |
| Empire Awards                                        | Best Film                                                                       | | Nominerad  | [ 6 ] [ 7 ] [ 8 ] |
| Georgia Film Critics Association (2012)              | Best Production Design                                                          | Dan Hennah | Nominerad  |                   |
| Golden Trailer Awards                                | Best Animation/Family                                                           | | Nominerad  |                   |
| Golden Trailer Awards                                | Most Innovative Advertising For A Feature Film                                  | | Nominerad  |                   |
| Houston Film Critics Society (2012)                  | Best Original Song                                                              | Howard Shore | Nominerad  | [ 9 ] [ 10 ]      |
| Houston Film Critics Society (2012)                  | Technical Achievement                                                           | | Vann       | [ 9 ] [ 10 ]      |
| Hollywood Post Alliance Awards                       | Outstanding Visual Effects- Featuere Film                                       | Joe Letteri, Eric Saindon, David Clayton, R.Christopher White                                                                                                   | Nominerad  |                   |
| Hugo Awards                                          | Best Dramatic Presentation-Long Form                                            | Peter Jackson, Philippa Boyens, Fran Walsh, Guillermo Del Toro                                                                                                  | Nominerad  |                   |
| IGN People's Choice Awards                           | Best Fantasy Movie                                                              | | Vann       |                   |
| International Film Music Critics Association Awards  | Film Score of the Year                                                          | Howard Shore | Nominerad  |                   |
| International Film Music Critics Association Awards  | Best Original Score for a Fantasy/Science Fiction/Horror Film                   | Howard Shore | Nominerad  |                   |
| IMP Awards                                           | Best Teaser Movie Poster                                                        | | Nominerad  |                   |
| IMP Awards                                           | Best Character Poster Set                                                       | | Nominerad  |                   |
| IMP Awards                                           | Best Special Edition Movie Poster                                               | | Nominerad  |                   |
| Kennag! Awwards                                      | Best Film                                                                       | | Vann       |                   |
| Motion Picture Sound Editors Guild (2013)            | Best Sound Editing: Music in a Feature Film                                     | | Nominerad  | [ 11 ]            |
| Motion Picture Sound Editors Guild (2013)            | Best Sound Editing: Dialogue and ADR in a Feature Film                          | | Nominerad  | [ 11 ]            |
| Motion Picture Sound Editors Guild (2013)            | Best Sound Editing: Sound Effects and Foley in a Feature Film                   | | Nominerad  | [ 11 ]            |
| MovieGuide Awards                                    | Best Film For Mature Audiences                                                  | | Nominerad  |                   |
| MTV Movie Awards                                     | Best Hero                                                                       | Martin Freeman | Vann       | [ 12 ] [ 13 ]     |
| MTV Movie Awards                                     | Best Scared-as-S**t Performance                                                 | Martin Freeman | Nominerad  | [ 12 ] [ 13 ]     |
| New Zealand Movie Awards                             | Movie Of The Year                                                               | | Vann       |                   |
| New Zealand Movie Awards                             | Best Sci-Fi/Fantasy                                                             | | Nominerad  |                   |
| New Zealand Movie Awards                             | Best Director                                                                   | Peter Jackson | Vann       |                   |
| New Zealand Movie Awards                             | Hero Of The Year                                                                | Martin Freeman | Nominerad  |                   |
| NME Awards                                           | Best Film                                                                       | | Vann       |                   |
| Oscar (85:e)                                         | Bästa specialeffekter                                                           | Joe Letteri, Eric Saindon, David Clayton och R. Christopher White                                                                                               | Nominerad  | [ 14 ]            |
| Oscar (85:e)                                         | Bästa smink                                                                     | Peter Swords King, Rick Findlater och Tami Lane | Nominerad  | [ 14 ]            |
| Oscar (85:e)                                         | Bästa scenografi                                                                | Dan Hennah, Ra Vincent och Simon Bright | Nominerad  | [ 14 ]            |
| Phoenix Film Critics Society (2012)                  | Production Design                                                               | Dan Hennah | Nominerad  | [ 15 ] [ 16 ]     |
| Phoenix Film Critics Society (2012)                  | Costume Design                                                                  | Bob Buck, Ann Maskrey, Richard Taylor | Nominerad  | [ 15 ] [ 16 ]     |
| Phoenix Film Critics Society (2012)                  | Visual Effects                                                                  | | Nominerad  | [ 15 ] [ 16 ]     |
| Saturn Awards (39:e)                                 | Best Fantasy Film                                                               | | Nominerad  | [ 17 ]            |
| Saturn Awards (39:e)                                 | Best Director                                                                   | Peter Jackson | Nominerad  | [ 17 ]            |
| Saturn Awards (39:e)                                 | Best Actor                                                                      | Martin Freeman | Nominerad  | [ 17 ]            |
| Saturn Awards (39:e)                                 | Best Supporting Actor                                                           | Ian McKellen | Nominerad  | [ 17 ]            |
| Saturn Awards (39:e)                                 | Best Music                                                                      | Howard Shore | Nominerad  | [ 17 ]            |
| Saturn Awards (39:e)                                 | Best Production Design                                                          | Dan Hennah | Vann       | [ 17 ]            |
| Saturn Awards (39:e)                                 | Best Costume                                                                    | Bob Buck, Ann Maskrey och Richard Taylor | Nominerad  | [ 17 ]            |
| Saturn Awards (39:e)                                 | Best Make-up                                                                    | Peter Swords King, Rick Findlater och Tami Lane | Nominerad  | [ 17 ]            |
| Saturn Awards (39:e)                                 | Best Special Effects                                                            | Joe Letteri, Eric Saindon, David Clayton och R. Christopher White                                                                                               | Nominerad  | [ 17 ]            |
| SFX Awards                                           | SFX Award For Best Film                                                         | | 2:a plats  |                   |
| SFX Awards                                           | SFX Award For Best Director                                                     | Peter Jackson | 2:a plats  |                   |
| SFX Awards                                           | SFX Award For Best Actor                                                        | Martin Freeman | Nominerad  |                   |
| SFX Awards                                           | SFX Award For Best Actor                                                        | Ian McKellen | Nominerad  |                   |
| SFX Awards                                           | SFX Award For Best Actor                                                        | Richard Armitage | 2:a plats  |                   |
| SFX Awards                                           | SFX Award For Sexiest Male                                                      | Aidan Turner | 7:e plats  |                   |
| Total Film Hotlist Awards                            | Hottest Trailer                                                                 | | Vann       |                   |
| Total Film Hotlist Awards                            | Hottest Director                                                                | Peter Jackson | Nominerad  |                   |
| Total Film Hotlist Awards                            | Hottest Actor                                                                   | Martin Freeman | Nominerad  |                   |
| Total Film Hotlist Awards                            | Hottest Actor                                                                   | Benedict Cumberbatch | Nominerad  |                   |
| Tumblr Movie Awards                                  | Best Picture                                                                    | | Nominerad  |                   |
| Tumblr Movie Awards                                  | Best Directing                                                                  | Peter Jackson | Nominerad  |                   |
| Tumblr Movie Awards                                  | Best Action Movie                                                               | | Nominerad  |                   |
| Tumblr Movie Awards                                  | Best Leading Actor                                                              | Martin Freeman | Nominerad  |                   |
| Tumblr Movie Awards                                  | Best Adapted Screenplay                                                         | | Vann       |                   |
| Tumblr Movie Awards                                  | Best Song in a Movie                                                            | Song of The Lonely Mountain | Nominerad  |                   |
| Tumblr Movie Awards                                  | Best Original Score                                                             | | Nominerad  |                   |
| Tumblr Movie Awards                                  | Best Cinematography                                                             | | Nominerad  |                   |
| Tumblr Movie Awards                                  | Best Art Direction                                                              | | Vann       |                   |
| Tumblr Movie Awards                                  | Best Visual Effects                                                             | | Nominerad  |                   |
| Tumblr Movie Awards                                  | Best Movie Scene                                                                | Bilbo and Gollum's Riddles | Nominerad  |                   |
| Tumblr Movie Awards                                  | Best Ship                                                                       | Martin Freeman, Richard Armitage | Nominerad  |                   |
| Visual Effects Society (2012)                        | Outstanding Visual Effects in a Visual Effects-Driven Feature Motion Picture    | Joe Letteri, Eileen Moran, Eric Saindon, Kevin L. Sherwood | Nominerad  | [ 18 ]            |
| Visual Effects Society (2012)                        | Outstanding Animated Character in a Live Action Feature Motion Picture          | Goblin King: Jung Min Chan, James Jacobs, David Clayton, Guillaume Francois                                                                                     | Nominerad  | [ 18 ]            |
| Visual Effects Society (2012)                        | Outstanding Animated Character in a Live Action Feature Motion Picture          | Gollum: Gino Acevedo, Alessandro Bonora, Jeff Capogreco, Kevin Estey                                                                                            | Nominerad  | [ 18 ]            |
| Visual Effects Society (2012)                        | Outstanding Created Environment in a Live Action Feature Motion Picture         | Goblin Caverns: Ryan Arcus, Simon Jung, Alastair Maher, Anthony M. Patti                                                                                        | Nominerad  | [ 18 ]            |
| Visual Effects Society (2012)                        | Outstanding Virtual Cinematography in a Live Action Feature Motion Picture      | Matt Aitken, Victor Huang, Christian Rivers, R. Christopher White                                                                                               | Vann       | [ 18 ]            |
| Visual Effects Society (2012)                        | Outstanding FX and Simulation Animation in a Live Action Feature Motion Picture | Areito Echevarria, Chet Leavai, Garry Runke, Francois Sugny | Nominerad  | [ 18 ]            |
| Visual Effects Society (2012)                        | Outstanding Compositing in a Feature Motion Picture                             | Jean-Luc Azzis, Steven Mcgillen, Christoph Salzmann, Charles Tait                                                                                               | Nominerad  | [ 18 ]            |
| Washington D.C. Area Film Critics Association (2012) | Best Score                                                                      | Howard Shore | Nominerad  | [ 19 ]            |
| World Soundtrack Awards                              | Best Original Film Score Of The Year                                            | Howard Shore | Nominerad  |                   |

## Smaugs ödemark
Hobbit: Smaugs ödemark har premiär i Nordamerika den 13 december 2013.
| Organisation                               | Kategori                    | Mottagare och nominerade                                                                                            | Resultat   | Ref.   |
| ------------------------------------------ | --------------------------- | --- | ---------- | ------ |
| Britannia Awards                           | British Artist of the Year  | Benedict Cumberbatch även för 12 Years a Slave, August: Osage County, The Fifth Estate, och Star Trek Into Darkness | Vann       | [ 20 ] |
| Phoenix Film Critics Society               | Best Original Score         | | Ej avgjort |        |
| Satellite Awards                           | Best Original Song          | "I See Fire" | Ej avgjort | [ 21 ] |
| St. Louis Gateway Film Critics Association | Best Visual Special Effects | | Ej avgjort |        |
| St. Louis Gateway Film Critics Association | Best Musical Score          | | Ej avgjort |        |

## Femhäraslaget
Hobbit: Femhäraslaget har premiär i Nordamerika den 17 december 2014.

### Allmänt
- ”The Hobbit: An Unexpected Journey (2012)”. The New York Times. http://movies.nytimes.com/movie/448641/The-Hobbit-An-Unexpected-Journey/awards. Läst 9 december 2012.
- ”The Hobbit: The Desolation of Smaug (2013)”. The New York Times. http://movies.nytimes.com/movie/452439/The-Hobbit-The-Desolation-of-Smaug/awards. Läst 9 december 2012.
- ”The Hobbit: There and Back Again (2014)”. The New York Times. http://movies.nytimes.com/movie/469760/The-Hobbit-There-and-Back-Again/awards. Läst 9 december 2012.

### Specifika
1. ↑  ”17th Annual ADG Awards Final Ballot”. Art Directors Guild. Arkiverad från originalet den 20 januari 2013. https://web.archive.org/web/20130120130540/http://www.adg.org/?art=17_adg-nominations-vote. Läst 11 januari 2013.
2. ↑  ”Bafta awards 2013: Full list of nominees”. BBC News. 9 januari 2013. http://www.bbc.co.uk/news/entertainment-arts-20955363. Läst 11 januari 2013.
3. ↑  ”18th Critics' Choice Awards”. criticschoice.com. Arkiverad från originalet den 12 december 2012. https://www.webcitation.org/6CrNMCA0g?url=http://www.criticschoice.com/movie-awards/. Läst 12 december 2012.
4. ↑  ”Nominations for the 49th CAS Awards For Outstanding Achievement In Sound Mixing for 2012”. Cinema Audio Society. 8 januari 2013. http://cinemaaudiosociety.org/wp-content/uploads/2013/01/49thCASNOMS1-7-12-6pm.pdf. Läst 11 januari 2012.
5. ↑  ”'Argo,' 'Skyfall' among nominees for Costume Designers Guild Awards”. latimes.com. http://www.latimes.com/entertainment/envelope/moviesnow/la-et-mn-argo-skyfall-receive-costume-designers-guild-nominations-20130116,0,7098177.story. Läst 19 januari 2013.
6. ↑  O'Hara, Helen (1 mars 2013). ”Jameson Empire Awards 2013 Are Go!”. Empire. http://www.empireonline.com/news/story.asp?NID=36651. Läst 21 mars 2013.
7. ↑  ”Best Sci-Fi/Fantasy – The Hobbit an Unexpected Journey”. Empire. http://www.empireonline.com/awards2013/winners/bestscififantasy.asp. Läst 26 mars 2013.
8. ↑  ”Best Actor – Martin Freeman”. Empire. Arkiverad från originalet den 19 juni 2013. https://web.archive.org/web/20130619000602/http://www.empireonline.com/awards2013/winners/bestactor.asp. Läst 26 mars 2013.
9. ↑  ”Lincoln leads Houston Film Critic Society Awards with eight nominations”. awardsdaily.com. http://www.awardsdaily.com/blog/2012/12/15/lincoln-leads-houston-film-critic-society-awards-with-eight-nominations/#more-59166. Läst 16 december 2012.
10. ↑  Gawin, Chris (6 januari 2013). ”The 6th Annual Houston Film Critics Society Awards list of winners”. Examiner.com. Läst 11 januari 2012.
11. ↑  ”2013 Golden Reel Award Nominees: Feature Films”. mpse.org. Arkiverad från originalet den 25 februari 2013. https://web.archive.org/web/20130225032216/http://www.mpse.org/goldenreels/2013awards/featurenominees.html. Läst 19 januari 2013.
12. ↑  Check out the winners for the MTV Movie Awards! Arkiverad 9 november 2014 hämtat från the Wayback Machine. Retrieved April 14, 2013
13. ↑  ”2013 MTV Movie Awards Nominations: Full List”. abc.com. Arkiverad från originalet den 2 april 2014. https://web.archive.org/web/20140402190055/http://www.mtv.com/news/articles/1703068/2013-mtv-movie-awards-nominees.jhtml. Läst 7 mars 2013.
14. ↑  ”85th Oscar® Nominations Announced”. Academy of Motion Picture Arts and Sciences. 10 januari 2013. sid. 9. Arkiverad från originalet den 24 januari 2013. https://web.archive.org/web/20130124031118/http://www.oscars.org/press/presskits/nominations/pdf/85/85aa-nominations-announcement.pdf. Läst 11 januari 2013.
15. ↑  ”Phoenix Film Critics Society 2012 Award Nominations”. Phoenix Film Critics Society. Arkiverad från originalet den 12 februari 2013. https://web.archive.org/web/20130212065931/http://phoenixfilmcriticssociety.org/article/204/phoenix-film-critics-society-2012-award-nominations.html. Läst 20 januari 2013.
16. ↑  ”Phoenix Film Critics Society 2012 Annual Awards”. Phoenix Film Critics Society. Arkiverad från originalet den 28 januari 2013. https://web.archive.org/web/20130128113349/http://phoenixfilmcriticssociety.org/article/206/phoenix-film-critics-society-2012-annual-awards.html. Läst 21 december 2012.
17. ↑  ”'The Hobbit' leads Saturn Awards with nine nominations”. http://www.usatoday.com/story/life/movies/2013/02/20/the-hobbit-saturn-awards-movie-tv-nominations/1933067/.
18. ↑  Giardina, Carolyn (7 januari 2013). ”'Hobbit' Leads Visual Effects Society Feature Nominations With 7”. The Hollywood Reporter. Arkiverad från originalet den 12 februari 2013. https://web.archive.org/web/20130212065931/http://phoenixfilmcriticssociety.org/article/204/phoenix-film-critics-society-2012-award-nominations.html. Läst 11 januari 2013.
19. ↑  ”The 2012 WAFCA Awards”. dcfilmcritics.com. http://www.dcfilmcritics.com/awards/. Läst 10 december 2012.
20. ↑  ”The Britannia Awards: Benedict Cumberbatch site”. British Academy of Film and Television Arts (BAFTA). 4 september 2013. Arkiverad från originalet den 17 augusti 2014. https://web.archive.org/web/20140817082947/http://www.bafta.org/losangeles/news/britannia-awards-benedict-cumberbatch%2C3916%2CBA.html. Läst 5 september 2013.
21. ↑  Kilday, Gregg (2 december 2013). ”Satellite Awards: '12 Years a Slave' Leads Film Nominees”. The Hollywood Reporter. http://www.hollywoodreporter.com/news/satellite-award-nominations-12-years-660848. Läst 2 december 2013.